# Puleggia

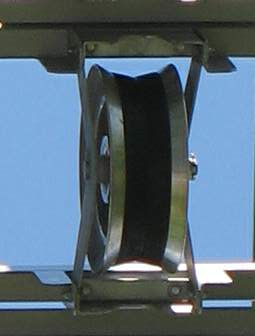
Puleggia su asse libero.

Una puleggia è un organo di trasmissione del moto costituito da un disco girevole intorno al proprio asse. Essa può eventualmente essere dotata di una o più gole per accogliere altrettante funi, corde, cavi, cinghie o simili.

## Funzionamento
Una puleggia può ruotare libera sul proprio asse per guidare o rinviare, oppure essere calettata ad un albero motore per imprimere il movimento.
Gli impieghi sono disparati, fra i più noti si citano: 
- macchine in genere, motori, cambi di velocità;
- ascensori;
- trasporto a fune, funivie, funicolari. In questo caso gruppi di piccole pulegge vengono montate su alcuni sostegni lungo il percorso e servono per dare la direzione alle vetture e sostenere il loro peso e la fune. Pulegge di dimensioni maggiori vengono montate nelle stazioni di monte e valle e sono collegate al motore, imprimendo movimento all'intero impianto e permettendo il ritorno a valle o a monte della fune.

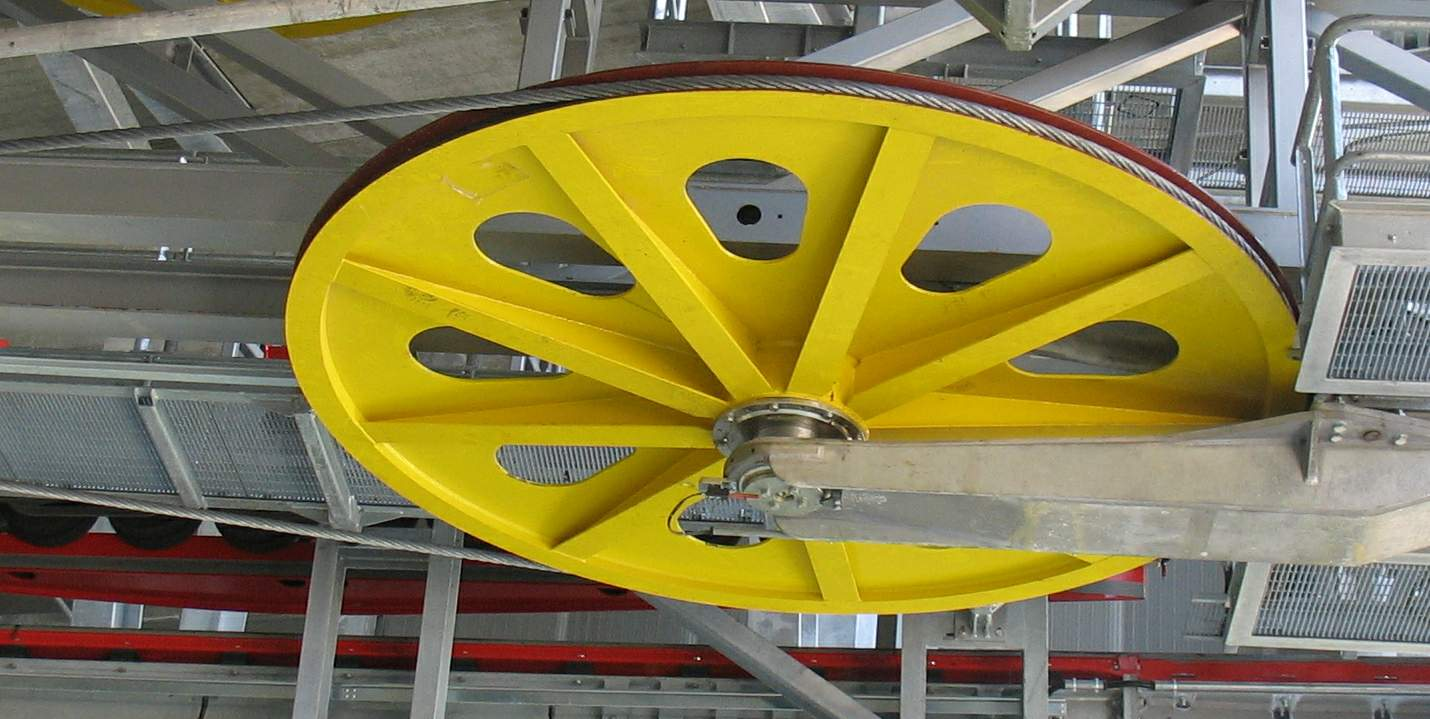
Puleggia di una seggiovia.

## Tipologie
Le serie di pulegge più frequenti sono le trapezoidali come ad esempio 4SPC300, dove il primo numero (4) indica le gole di una puleggia, SPC indica la sezione ovvero il tipo di cinghia che porta mentre le ultime cifre (300) indicano il diametro primitivo di essa.
Ma possiamo avere anche pulegge dentate per cinghie dentate sia a passo metrico (3M-5M-8M-14M-T5-T10-AT5-AT10) sia a passo in pollici (MXL-XL-L-H) e pulegge POLY-V per cinghie a nervature (J-L).

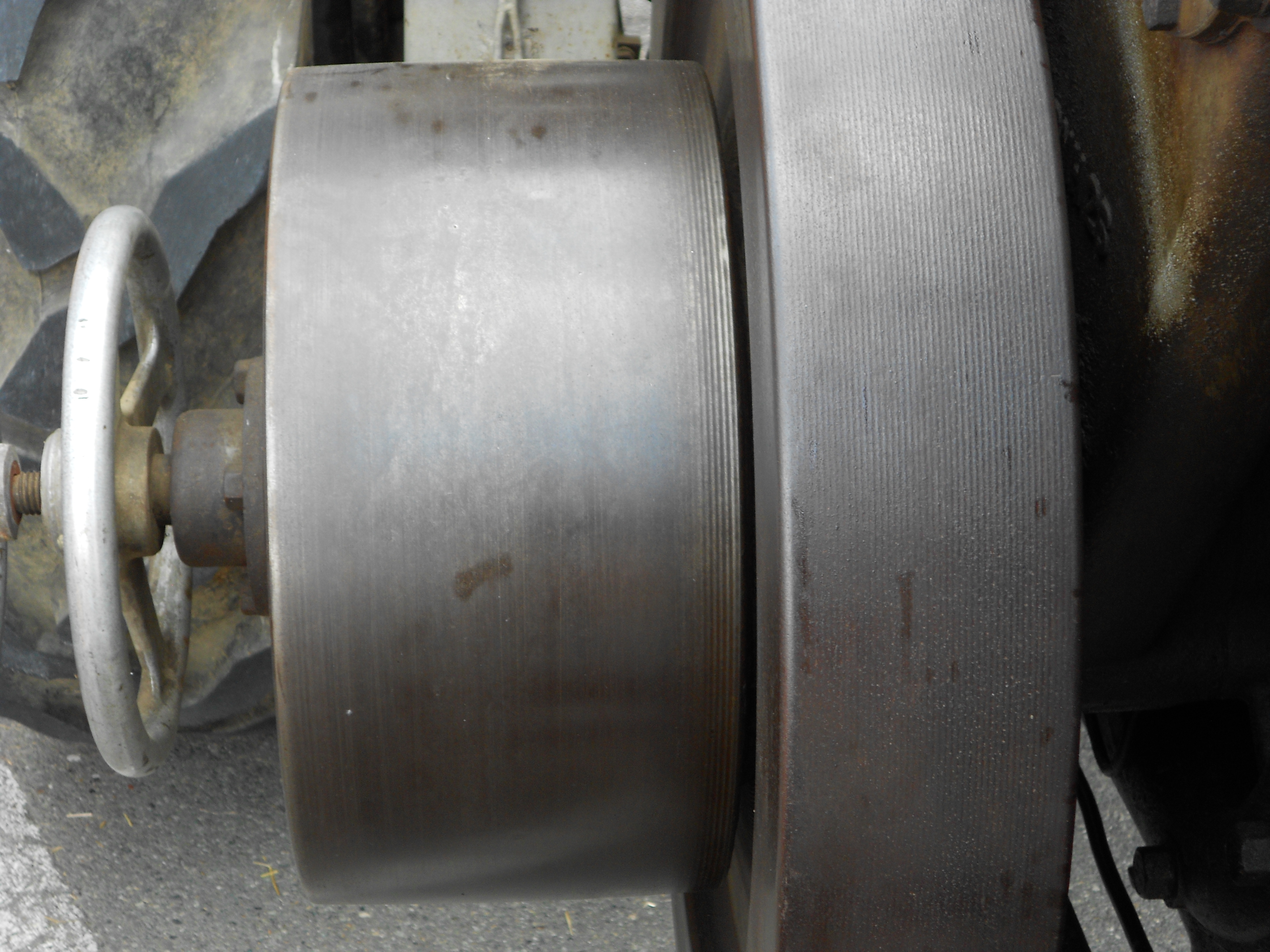
Grossa puleggia montata su trattore a testa calda; è adatta alla trasmissione del moto tramite una cinghia di ampie dimensioni.